# Nicolet 1080
La computadora Nicolet 1080, sucesora de la Nicolet 1070/PDP-8, fue lanzada al mercado en 1971 por la firma estadounidense Nicolet Instrument Corporation radicada en Madison (Wisconsin). Como parte de un sistema de adquisición y procesamiento de datos, el modelo 1080 permitía entre otras cosas el análisis de espectros de RMN mediante el uso de algoritmos para cálculo de Transformada Rápida de Fourier (FFT por su sigla en inglés). El procesamiento de un gran volumen de datos en tiempos cortos para la época (era posible realizar la transformada sobre 32.000 puntos en solo 100 segundos) fue posible gracias a su arquitectura de 20 bits, que le brindaba un importante margen de ventaja con respecto a los sistemas de procesamiento de la competencia, basados en arquitecturas de 8 y 16 bits.

## Características técnicas

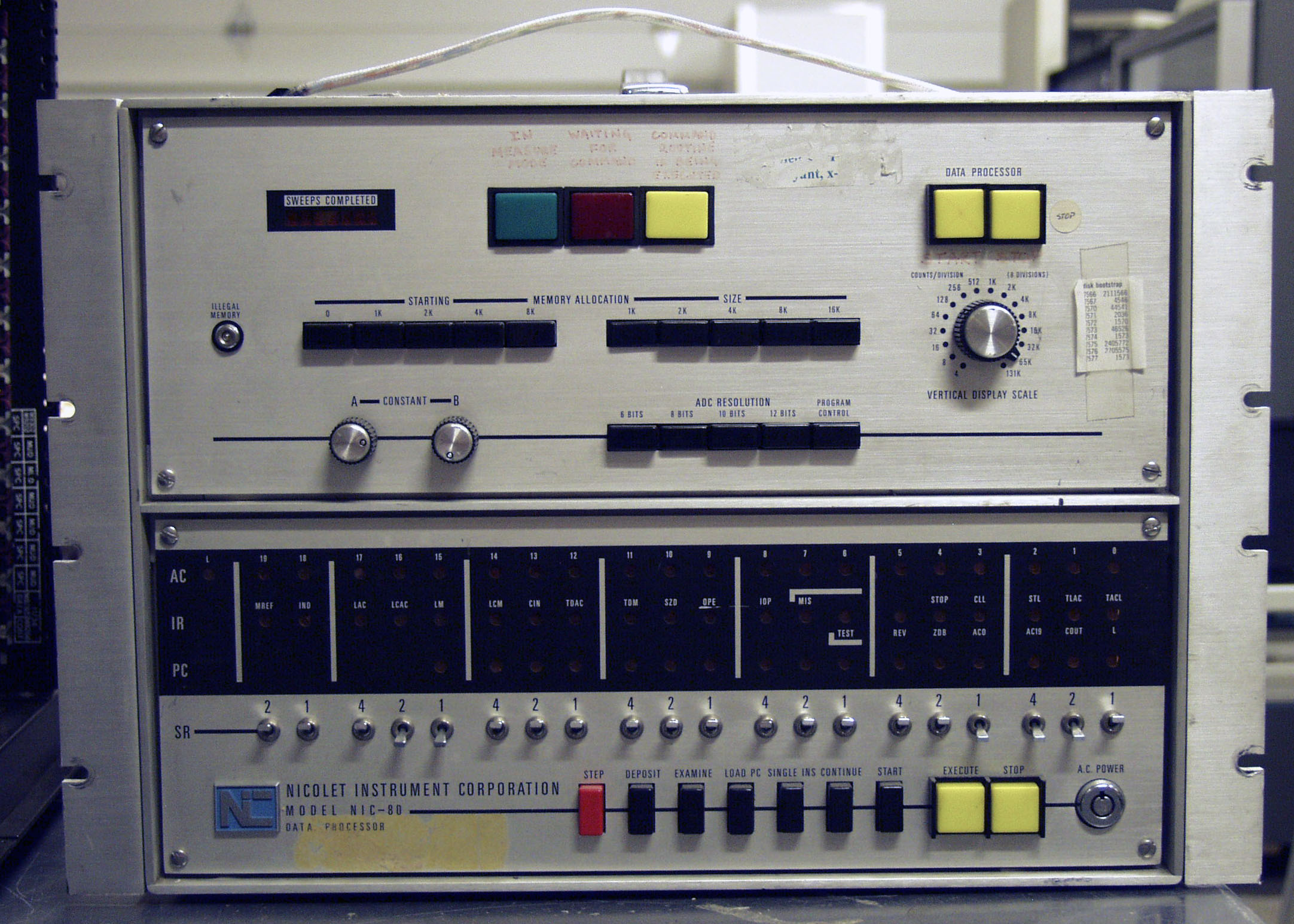
Panel frontal del computador Nicolet 1080

### Arquitectura
La computadora estaba formada por decenas de circuitos integrados que contenían compuertas lógicas simples (AND, NAND, OR, NOT, etc.), transistores y diodos, a lo que deben sumarse componentes electrónicos pasivos como resistores, capacitores e inductores. El módulo de adquisición de datos contaba con un ADC (Conversor Analógico-Digital) con una frecuencia de muestreo de 100KHz, posibilitando el procesamiento de señales de hasta 50KHz (Ver Frecuencia de Nyquist). Adicionalmente, las señales digitalizadas podían ser promediadas "por hardware" con distintas bases de tiempo, lo cual aumentaba la relación señal ruido (SNR por su sigla en inglés) permitiendo mejorar la calidad de los datos procesados. La frecuencia de reloj de la computadora era de 2MHz, y muchas operaciones complejas como la multiplicación y la división entre números de 20 y 40 bits podía ser ejecutada en un solo ciclo de instrucción gracias a la arquitectura compleja del módulo de procesamiento aritmético, similar a las ALUs más modernas.

### Memoria
La memoria principal de la computadora utilizaba la tecnología de núcleos de ferrita, y estaba formada por bancos de 4000 palabras de 20 bits, llegando a tener entre dos y tres bancos según los requerimientos del cliente. Esto equivale, en términos modernos, a una memoria de 30 kilobytes (con 8 bits por byte).

### Periféricos
La computadora incluía un Teletipo ASR 33, utilizado para introducir y modificar programas tanto como para leer los contenidos de la memoria. Dos puertos seriales tipo RS232 permitían, por otra parte, la utilización de monitores e impresoras de matriz de puntos. Si bien el segundo puerto serial (RS232-B) no tenía funciones asignadas en el sistema original, podía ser utilizado para lograr conectividad con otras computadoras. Entre los periféricos compatibles utilizados destacaban los discos rígidos, como por ejemplo el "Diablo 30s", y las unidades de discos flexibles de 8 pulgadas NIC 298. El medio utilizado para el ingreso de programas en memoria era, sin embargo, cinta de papel perforada (plegada sobre sí misma en zig-zag) de ocho agujeros por línea (más un agujero pequeño para tracción). Los programas fundamentales para el funcionamiento del sistema estaban incluidos y se entregaban en formato de cinta de papel perforada.

### Panel frontal
El panel frontal contaba con tres filas de leds que permitían visualizar los contenidos del acumulador, el registro de instrucciones y el puntero de programa (program counter o PC en inglés). Un conjunto de veinte interruptores y varios pulsadores permitía leer y modificar cualquier registro seleccionado. 